# Patrick Thoresen
Patrick Thoresen (* 7. listopadu 1983) je norský profesionální lední hokejista, hrající v Kontinentální hokejové lize, norský reprezentant. Jeho bratr Steffen také hraje hokej profesionálně a jejich otec Petter Thoresen je rovněž bývalým ledním hokejistou, který reprezentoval Norsko na pěti Zimních olympijských hrách.

## Kariéra

### Klubová kariéra
Vyrůstal v Hamaru, kde také působil v klubu Storhamar Dragons v nejvyšší norské hokejové soutěži. V roce 2001 přesídlil do Severní Ameriky, kde hrával v juniorské QMJHL za týmy Moncton Wildcats a Baie-Comeau Drakkar. Ve druhém roce svého působení v Kanadě dosáhl výborné statistiky, když zaznamenal 108 bodů v 71 utkáních a byl druhý v klubovém bodování. Do NHL však nebyl draftován a vrátil se do Evropy. Ve švédské Elitserien nastupoval za Djurgårdens IF. První sezónu odehrál převážně v záložním týmu, v dalších dvou se prosadil v nejvyšší soutěži. Před sezónou 2006/2007 podepsal jako volný agent jednoletý kontrakt s Edmonton Oilers. Prosadil se do prvního týmu, v NHL odehrál v sezóně 68 utkání a stal se pátým Norem, který v NHL nastoupil. V sezóně zaznamenal 4 góly a 12 asistencí. Následující ročník se mu příliš nevydařil, Edmonton jej zařadil na listinu volných hráčů, odkud přestoupil do Philadelphia Flyers 11. dubna 2008 po kontaktu s Mikem Greenem utrpěl zranění, vrátil se ale v playoff a stal tak prvním Norem, který do bojů o Stanley Cup nastoupil. Po této sezóně se opět vrátil do Evropy a jeden rok hrál ve švýcarské lize za HC Lugano. Se 63 body skončil třetí v bodování ligy. V květnu 2009 podepsal dvouletý kontrakt s ruským týmem Salavat Julajev Ufa hrajícím Kontinentální hokejovou ligu. V sezóně 2009/2010 byl s 57 body šestým nejproduktivnějším hráčem KHL, v +/− bodování byl dokonce nejlepší v celé lize. V sezóně 2010/2011 pokračoval v Ufě s výbornou produktivitou, skončil v rámci celé KHL druhý v kanadském bodování i v počtu vstřelených gólů a třetí v počtu asistencí. Obhájil nejlepší pozici v bodování +/-. S Ufou vyhrál jako první Nor playoff KHL a získal Gagarinův pohár. Sezónu 2011/2012 odehrál za tým SKA Petrohrad.

### Reprezentace
V letech 2000 a 2001 reprezentoval Norsko na mistrovství světa do 18 let, v letech 2001 a 2002 na mistrovství světa juniorů do 20 let. V seniorské reprezentaci Norska hrál na mistrovství světa poprvé v roce 2004 – v divizi 1 a v roce 2006 poprvé v elitní kategorii MS. V roce 2010 na Zimních olympijských hrách 2010 zaznamenal pět asistencí ve čtyřech utkáních, na mistrovství světa ve stejném roce šest bodů v šesti utkáních.
Na mistrovství světa 2012 přispěl k dobrým výkonům norského týmu, který postoupil do čtvrtfinále, kde podlehl budoucím mistrům světa z Ruska. Thoresen skončil s 18 body a sedmi vstřelenými góly druhý v obou statistikách za Jevgenijem Malkinem a byl jmenován do All-star týmu turnaje.

## Úspěchy a ocenění
Týmové
- Gagarinův pohár pro vítěze KHL - jako člen Salavat Julajev Ufa 2010/2011

Individuální
- vítěz +/− bodování KHL 2009/2010
- účastník Utkání hvězd KHL 2010, 2011
- vítěz ankety Zlatý puk pro nejlepšího norského hokejistu – 2009
- dvakrát nominace na cenu pro nejlepšího norského sportovce v týmových sportech – 2009, 2010
- člen All-star týmu mistrovství světa 2012 a druhé místo v kanadském bodování i pořadí střelců na tomto turnaji.

## Klubové statistiky
| Sezona     | Klub                           | Soutěž     | Základní část | Základní část | Základní část | Základní část | Základní část | Play off | Play off | Play off | Play off | Play off |
| Sezona     | Klub                           | Soutěž     | Z             | G             | A             | B             | TM            | Z        | G        | A        | B        | TM       |
| ---------- | ------------------------------ | ---------- | ------------- | ------------- | ------------- | ------------- | ------------- | -------- | -------- | -------- | -------- | -------- |
| 1999–00    | Storhamar Dragons              | NOR        | 26            | 1             | 8             | 9             | 2             | —        | —        | —        | —        | —        |
| 2000–01    | Storhamar Dragons              | NOR        | 41            | 18            | 27            | 45            | 24            | 3        | 0        | 0        | 0        | 2        |
| 2000–01    | Storhamar Dragons              | IIHF CC    | 3             | 0             | 0             | 0             | 2             | —        | —        | —        | —        | —        |
| 2001–02    | Moncton Wildcats               | QMJHL      | 60            | 30            | 43            | 73            | 50            | —        | —        | —        | —        | —        |
| 2002–03    | Baie-Comeau Drakkar            | QMJHL      | 71            | 33            | 75            | 108           | 57            | 12       | 2        | 8        | 10       | 8        |
| 2003–04    | Djurgården                     | SWE        | 3             | 0             | 0             | 0             | 2             | —        | —        | —        | —        | —        |
| 2003–04    | Mörrum GoIS                    | SWE-2      | 38            | 19            | 22            | 41            | 40            | —        | —        | —        | —        | —        |
| 2004–05    | Djurgården                     | SWE        | 30            | 10            | 7             | 17            | 33            | 12       | 2        | 2        | 4        | 29       |
| 2005–06    | Djurgården                     | SWE        | 50            | 17            | 19            | 36            | 44            | —        | —        | —        | —        | —        |
| 2005–06    | EC Red Bull Salzburg           | AUT        | —             | —             | —             | —             | —             | 9        | 4        | 7        | 11       | 12       |
| 2006–07    | Edmonton Oilers                | NHL        | 68            | 4             | 12            | 16            | 42            | —        | —        | —        | —        | —        |
| 2006–07    | Wilkes-Barre/Scranton Penguins | AHL        | 5             | 1             | 5             | 6             | 4             | —        | —        | —        | —        | —        |
| 2007–08    | Springfield Falcons            | AHL        | 29            | 13            | 13            | 26            | 13            | —        | —        | —        | —        | —        |
| 2007–08    | Edmonton Oilers                | NHL        | 17            | 2             | 1             | 3             | 6             | —        | —        | —        | —        | —        |
| 2007–08    | Philadelphia Flyers            | NHL        | 21            | 0             | 5             | 5             | 8             | 14       | 0        | 2        | 2        | 4        |
| 2008–09    | HC Lugano                      | SUI        | 48            | 22            | 41            | 63            | 83            | 7        | 1        | 7        | 8        | 0        |
| 2009–10    | Salavat Julajev Ufa            | KHL        | 56            | 24            | 33            | 57            | 71            | 15       | 5        | 9        | 14       | 37       |
| 2010–11    | Salavat Julajev Ufa            | KHL        | 54            | 29            | 37            | 66            | 30            | 21       | 3        | 15       | 18       | 16       |
| 2011–12    | SKA Petrohrad                  | KHL        | 45            | 15            | 27            | 42            | 34            | 15       | 2        | 4        | 6        | 10       |
| 2012–13    | SKA Petrohrad                  | KHL        | 52            | 21            | 30            | 51            | 49            | 15       | 3        | 10       | 13       | 10       |
| NHL celkem | NHL celkem                     | NHL celkem | 106           | 6             | 18            | 24            | 66            | 14       | 0        | 2        | 2        | 4        |
| KHL celkem | KHL celkem                     | KHL celkem | 207           | 89            | 126           | 215           | 184           | 66       | 13       | 39       | 52       | 73       |